# Le Crouais
Le Crouais település Franciaországban, Ille-et-Vilaine megyében. Lakosainak száma 591 fő (2022. január 1.). Le Crouais Montauban-de-Bretagne, Quédillac, Saint-Méen-le-Grand és Saint-Onen-la-Chapelle községekkel határos.

## Népesség
A település népességének változása:
| Lakosok száma | 340  | 335  | 356  | 454  | 542  | 553  | 574  | 597  | 595  | 591  |
|               | 1968 | 1982 | 1990 | 2006 | 2013 | 2015 | 2017 | 2019 | 2020 | 2022 |